# روب رينسينبرينك
بيتر روبرت «روب» رينسينبرينك (بالهولندية: Rob Rensenbrink)‏، من مواليد 3 يوليو 1947 في أمستردام في هولندا، لاعب كرة قدم هولندي سابق.
و قد بدأ مسيرته الكروية مع نادي كلوب بروج البلجيكي، وبعدها انتقل إلى نادي أندرلخت البلجيكي، وفي عام 1980 انضم إلى نادي بورتلاند تيمبرز، وفي عام 1981 انتقل إلى نادي تولوز الفرنسي.
و في مارس 2004 اختاره بيليه ضمن قائمة أفضل 125 لاعب حي.

## روابط خارجية
- روب رينسينبرينك على موقع الاتحاد الدولي (مؤرشف)  (الإنجليزية)
- روب رينسينبرينك على موقع الاتحاد الأوربي (الإنجليزية)
- روب رينسينبرينك على موقع قاعدة بيانات كرة القدم.إي يو (الإنجليزية)
- روب رينسينبرينك على موقع ليكيب (الفرنسية)
- روب رينسينبرينك على موقع ناشيونال فوتبول تيمز (الإنجليزية)
- روب رينسينبرينك على موقع Soccerway.com (الإنجليزية)
- روب رينسينبرينك على موقع عالم كرة القدم.نت (الإنجليزية)
- روب رينسينبرينك على موقع كووورة